# Article 21 de la Constitution belge
L'article 21 de la Constitution de la Belgique fait partie du titre II « Des Belges et de leurs droits ». Il garantit l'indépendance de l’État face aux cultes.

## Texte de l'article actuel
« L'État n'a le droit d'intervenir ni dans la nomination ni dans l'installation des ministres d'un culte quelconque, ni de défendre à ceux-ci de correspondre avec leurs supérieurs, et de publier leurs actes, sauf, en ce dernier cas, la responsabilité ordinaire en matière de presse et de publication.

Le mariage civil devra toujours précéder la bénédiction nuptiale, sauf les exceptions à établir par la loi, s'il y a lieu. »
— Article 21 de la Constitution